# Останкинский путепровод
Оста́нкинский путепрово́д — автомобильно-пешеходный мост-путепровод через железнодорожные пути Октябрьской ж. д. на севере города Москвы. Расположен между Шереметьевской улицей в Марьиной Роще и Новомосковской улицей в Останкино близ станции Останкино, от которой и получил название.
Соединяет территории района «муниципального округа Марьина Роща» и района «Останкино» Северо-Восточного Административного Округа, проходя над железнодорожными путями Октябрьского направления между станциями «Рижская» и «Останкино».
По путепроводу проходит Шереметьевская улица: проезжая часть и тротуар.

## История
Сооружён в 1958 г. через Октябрьскую ж. д.. Авторы проекта — инженер М. К. Васнин и архитектор А. И. Сусоров.

## Конструкция[2]
- Материал — сталь, железобетон.
- Ширина автомобильной проезжей части: 4 полосы, по 2 в каждом направлении.
- Ширина тротуаров : 2 х 1,5 метра.
- Опоры: 6 промежуточных пилонов, каждый из которых поддерживается Х-ю Х-угольными колоннами.

## Транспорт

### Наземный транспорт
- Автобусы № 524, с511, м53, 539, с538, н6.

### Ближайшая станция метро
- Станция метро «Марьина Роща» — северный вход в 1250 метрах.